# 獵鯊行動
《獵鯊行動》（英語：Operation Sharkhunt）是香港無綫電視1987年拍攝的電視連續劇，全劇共18集，監製曾勵珍，主要演員有呂良偉、鄺美雲、林立三、商天娥、王書麒、蔡嘉利等。
此劇于2012年在TVB經典台，2017年8月18日至2017年9月12日在TVB星河頻道“好戲珍藏館”時段重播。

## 故事大綱
見習督察袁揮做事不拘形式，對下屬等視為兄弟，姑息他們不跟常規辦事。高級女督察林希雅為袁揮之上司，剛從外國回港，做事講求規矩與紀律，因而與袁揮意見不合。沈子奇為希雅分居丈夫，時常藉故親近希雅，希望重拾舊情，令希雅心煩不已。袁揮義助希雅假扮她的情人打發子奇，及後二人竟弄假成真，互生情愫。
袁揮之妹麗紅向警員馬若池示好但遭拒絕，麗紅失望之餘，常以袁揮之名出外生事，終弄至袁揮被革職。袁揮心灰意冷之際，在希雅的鼓勵下，從事旅行社生意。可惜遭前同居女友朱寶雯在事業上對他諸多作對，終把旅行社拖垮。袁揮走投無路，竟鋌而走險，打劫珠寶行，最後鎯鐺入獄......

## 演員表
- 呂良偉 飾 袁　揮
- 劉　江 飾 葉釗
- 黃　新 飾 石九公
- 焦　雄
- 鄧汝超
- 許逸華
- 虞天偉
- 何健威
- 陳玉麟
- 商天娥 飾 朱寶雯
- 容守怡
- 胡美儀
- 陳雪麗
- 韋以茵
- 鮑偉亮
- 馬慧玲
- 陳中堅
- 王書麒 飾 馬若池
- 鄺美雲 飾 林希雅
- 戴志偉 飾 袁  安
- 蔡嘉利 飾 袁麗紅
- 談泉慶 飾 袁康
- 孫季卿 飾 袁伯
- 蘇漢生
- 黃志偉
- 郭錦雄
- 吳瑞庭
- 李樹佳
- 曾慧雲
- 黃宗賜
- 王淑芬
- 黃一飛
- 冼灝英
- 麥子雲
- 區　嶽
- 何廣倫
- 陳兆輝
- 李　森
- 曹　濟
- 林立三 飾 沈子奇
- 簡文達
- 楊子韜
- 邵美琪
- 楊菁菁
- 譚一清
- 仙杜拉 飾 馬若池母
- 王維德
- 王美華
- 馮　國
- 張志強
- 劉　丹 飾 華志傑
- 何禮男
- 曾楚霖
- 凌禮文
- 葉天行
- 馬慶生
- 梁少狄
- 梁安莉
- 梁淑兒
- 謝　虹
- 黃振文
- 曾健明
- 陳鳳冰
- 基保羅
- 庚美莉
- 徐廣林
- 鄭藩生
- 方偉明
- 劉永樂
- 林忠榕
- 范秋生
- 李海生
- 黃家駒
- 陳淑貞
- 何國強
- 梁　心
- 李泳豪
- 羅麗娟